# 五十騎備
五十騎備（ごじっきそなえ）は、兵法で、戦闘単位の編成である。
基幹は、25騎の士隊2隊である。これに、鉄砲足軽50人、弓足軽30人、長柄40人、さらに幟10本、小荷駄を加える。統率は、侍大将1人、足軽大将1人、鑓奉行2人、旗奉行2人、武者奉行1人、小荷駄奉行2人で、つまり、総人数は馬上57 - 58人、雑兵300、小荷駄を加えて420人ほどである。この行軍の縦長は、8町余になるという。